# Замок Олівер

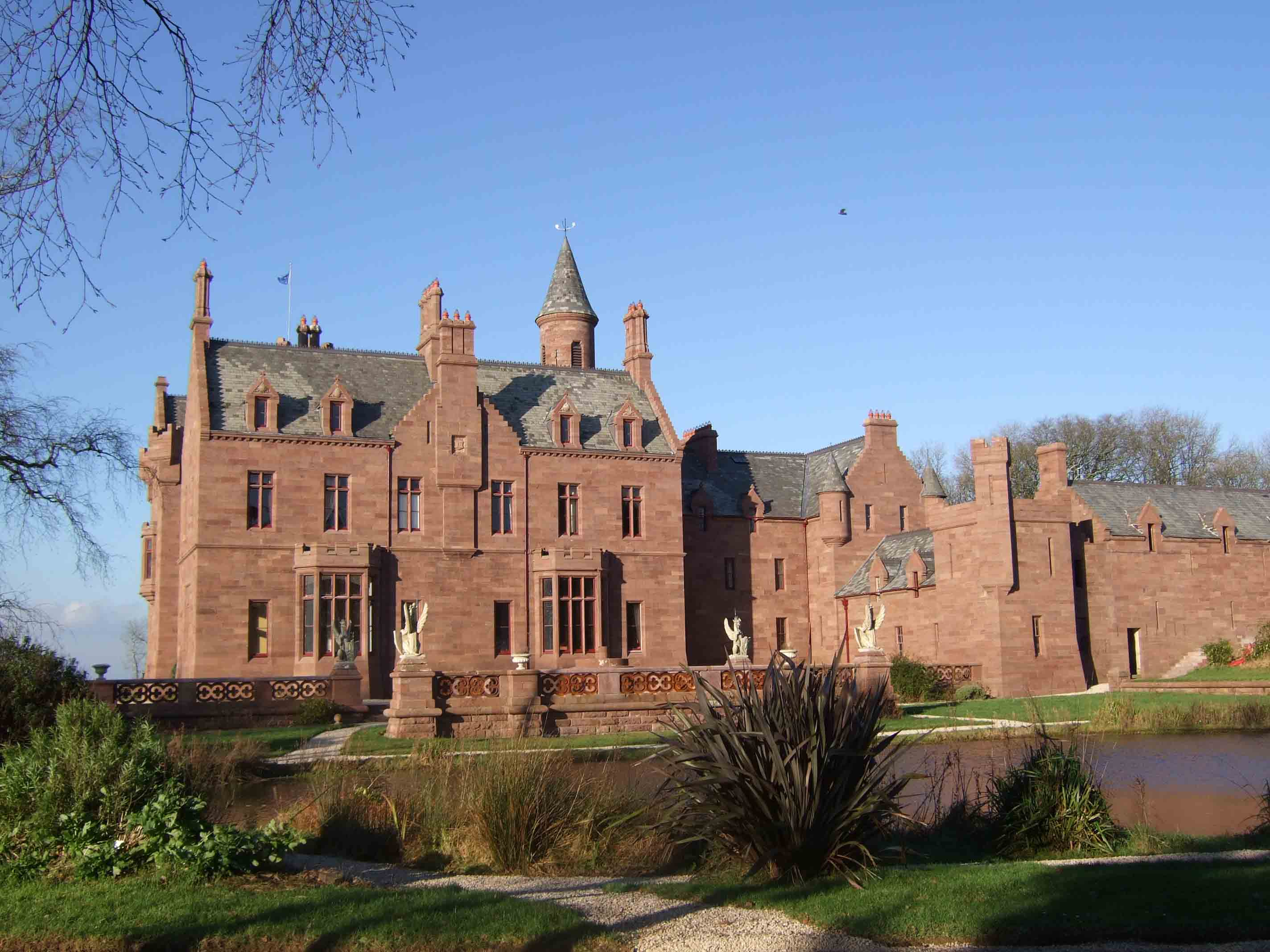
Замок Олівер — східний фасад

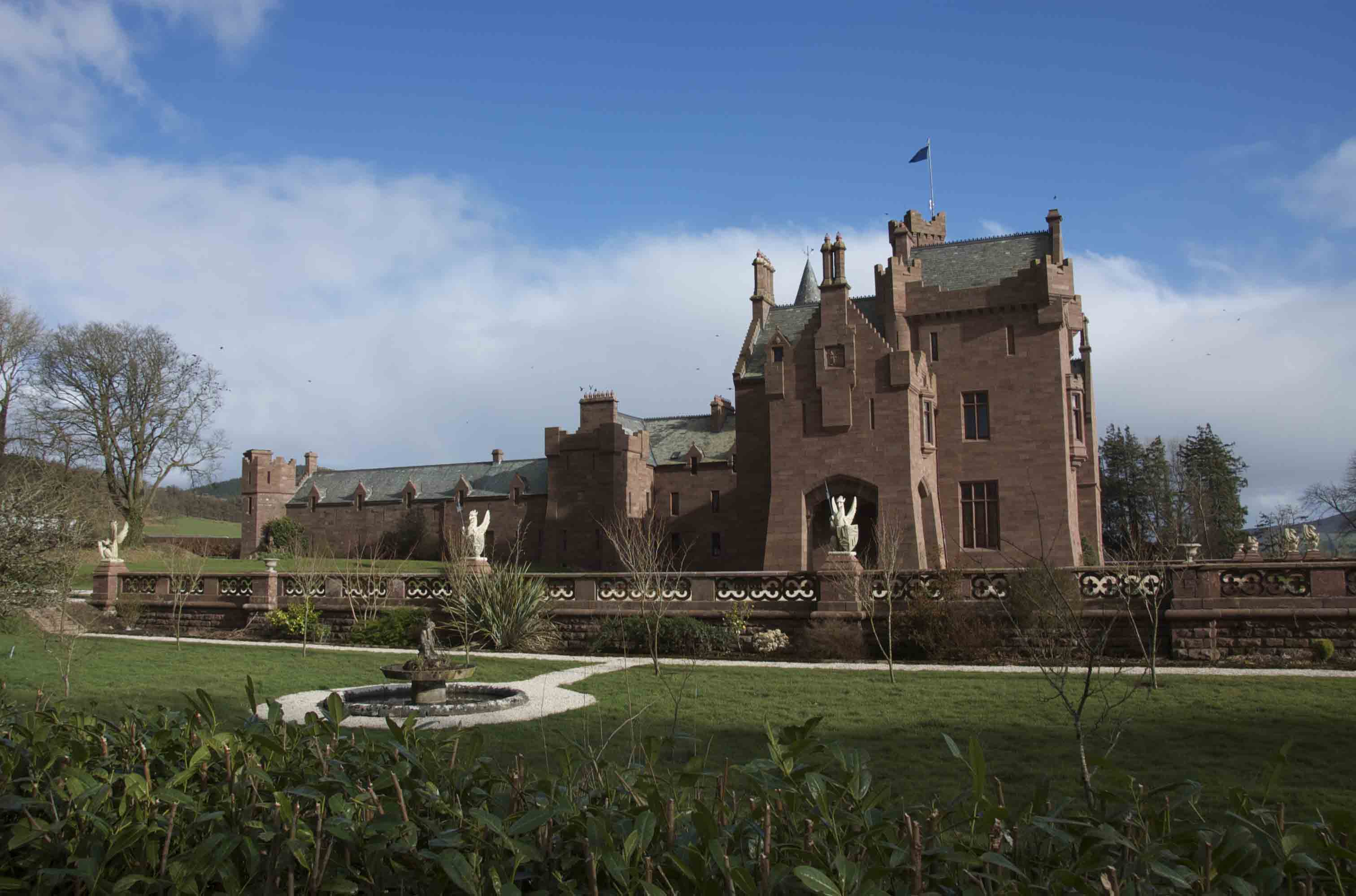
Замок Олівер — вид з заходу

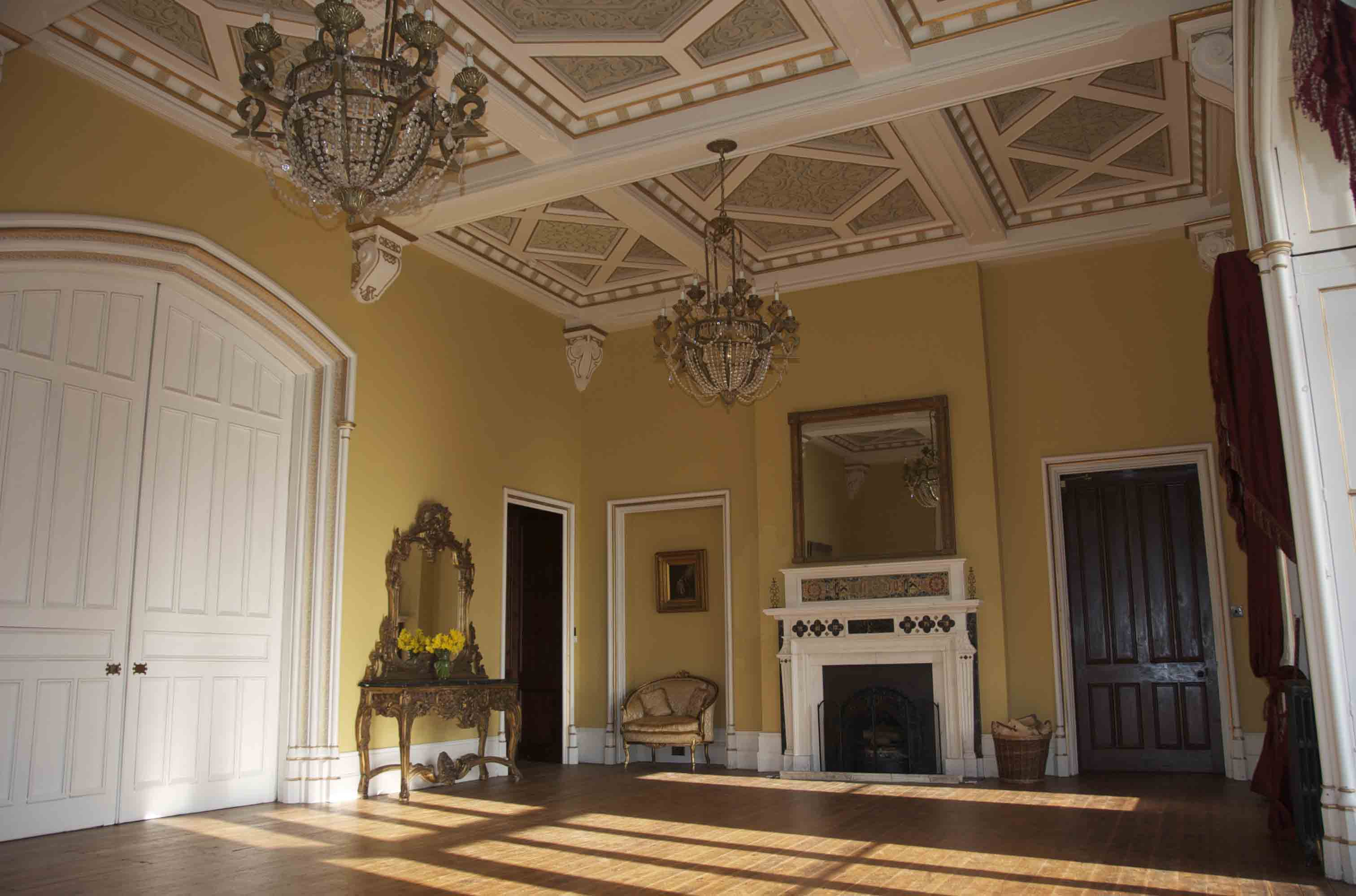
Зал для балу замку Олівер з готичним входом

Замок Олівер (англ. Castle Oliver) або замок Клоноффі (англ. Castle Clonodfoy) — один із замків Ірландії, розташований на півдні графства Ліммерік. Замок побудований у вікторіанському стилі. Побудований для розваг, а не для оборони. Замок має зал для балу, вітальню, бібліотеку, їдальню, ранкову кімнату, стелі розписані вручну, вітражі, трафарети. Замок стоїть на масивній терасі, звідки видно більшу частину колишнього маєтку, що мав площу понад 20 000 акрів землі. Замок має найбільший в Ірландії винний погріб, там зберігається 55 000 пляшок вина. З травня по вересень 2014 року замок Олівер був відкритий для публіки і туристів в рамках програми «Лімерік — місто культури».

## Історія замку Олівер
Землі, на яких стоїть замок та маєток Олівер отримав у власність в 1658 році капітан Роберт Олівер — один із офіцерів Олівера Кромвеля, що придушив повстання за незалежність Ірландії 1641—1652 років. Після придушення повстання землі конфісковувались у колишніх власників і роздавались англійським солдатам та офіцерам. Нинішній замок Олівер замінив старий замок Олівер, що стояв в тисячі ярдів від нинішнього замку. Старий замок Олівер був місцем народження Елізи Олівер — матері горезвісної Лоли Монтез — коханки та фаворитки короля Баварії Людвіга І.
Протягом багатьох століть замок був знаний як замок Клоноффі. Назва Клоноффі походить від давньої ірландської назви цієї місцевості: Клох ан Отбахідіх — Камінь Отбаха (Отвея).
Нащадок капітана Роберта Олівера — Річард Олівер одружився з леді, що буда спадкоємицею великих статків у Йоркширі. Внаслідок шлюбу він успадкував значні багатства та майно в Західному Йоркширі, і виїхав з Ірландії, поселився в Парлінгтон-Холі поблизу Вечербі, залишивши замок Олівер в жалюгідному стані у руках судового виконавця. Їх доньки — Марія Ізабелла та Елізабет Олівер Гаскен, були обидві одружені з чоловіками з родини Тренч Вудлоун з графства Голвей. Молодша сестра Елізабет вийшла заміж за Фредеріка Мейсона Тренча — ІІ барона Аштан в 1852 році. Сестри були високопрофесійними майстрами, які займалися проєктуванням і виконанням як вітражів. Значна частина їх робіт збереглася. Старша сестра, Марія Ізабелла, була висококваліфікованою різб'яркою дерева, вона опублікувала (під чоловічим псевдонімом) авторитетну книжку з цього питання: «Мистецтво деревообробки», яка все ще є поважним джерелом інформації на цю тему.
Сестри зайнялися ремонтом замку Олівер у 1845 році. Реставрацію та перебудову замку спроєктував йоркський архітектор Джордж Фаулер Джонс. Перебудову здійснили у шотландському баронському стилі. Замок побудовано з місцевого рожевого пісковика, що добували на території маєтку. Фаулер Джонс побудував декілька відомих споруд для сестер на півночі Англії, включаючи благодійні господарства та церкви. Поки Марія Ізабелла та її чоловік будували свій будинок у Йоркширі в Гаскені (Парлінгтон-Холл), Елізабет та її чоловік будували замок Олівер. Пізніше цей будинок успадкував нащадок Елізабет — високоповажний Вільям Косбі Тренч.
Останній представник родини Тренч, що жив у замку Олівер — місис Лінн Тренч, продала замок гонщику Біллі Коулману в 1978 році. Після цього замок кілька разів змінював власників, з часом став власністю місцевого банку, що розділив маєток на окремі лоти. Сам замок не вдалося продати, замок почав руйнуватися. Крім того, замок руйнували вандали та злодії. Замок Олівер з'явився в книзі «Знищені будинки Ірландії».
У 1988 році замок придбав Даміан Хотон, що, за словами наступного власника, зупинив руйнування замку. 1998 року замок купив Ніколас Браун, що продовжив реставраційні роботи і перетворив його на житлове приміщення. 2006 року замок Олівер перейшов у власність Деклана та Емми Кормак, що виконали повноцінні реставраційні роботи та зробили замок своїм будинком. 2015 року Кормаки продали його неназваній сім'ї з Мельбурна, Австралія, що використовують замок «протягом кількох місяців року».